# Eichendorffs Lyrik

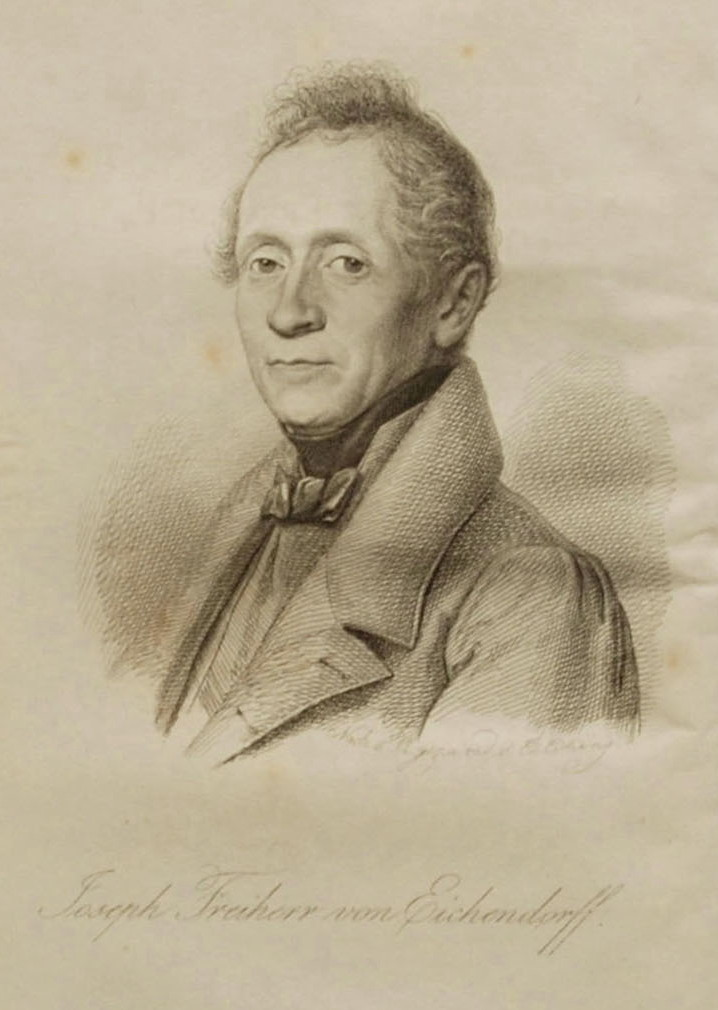
Joseph von Eichendorff 1841

Eichendorffs Lyrik gehört zu den meistgelesenen Texten der romantischen deutschen Dichtung. Sie verfügt über einen schmalen Vorrat an Motiven und zeichnet sich mit ihrer Mischung aus wiederkehrenden lyrischen Formeln und symbolischen Elementen von magischer Kraft durch einen schwer zu fassenden und doch spezifisch deutschen Ton aus. Inhaltlich eignet ihr ein konservatives Element, der melancholische Wunsch, zu bewahren und aus der Erinnerung zu rufen, was in ferner Kindheit und verlorener Heimat liegt. Die ewig besungenen rauschenden Wälder, die schönen Bäume, die sich auf Träume reimen, die Berge und Täler, Felder und Wiesen, Flüsse und Bäche, die schönen Landschaften, über denen sich der Sternenhimmel wölbt – diese Welt zeigt sich in einem überschaubaren Schatz an Bildern, der durch originelle metaphorische Wendungen und Chiffren bereichert wird, so den „Blütenschimmer“ und das gewagte Bild vom Himmel, der die Erde küsst, in der Mondnacht.
In Joseph von Eichendorffs Werk finden sich zudem Gedichte, in denen er bestimmte Sinnesgebiete synästhetisch miteinander vermischt, so in den Zwei Gesellen: „Sirenen […] zogen / ihn in der buhlenden Wogen / farbig klingenden Schlund.“ Mit der Wiederholung lyrisch-magischer Formeln antizipiert seine Lyrik den Symbolismus.

## Ideengeschichtlicher Hintergrund
Sein lyrisches Werk ist Ausdruck des (subjektiven) Idealismus und der progressiven Universalpoesie im Sinne Novalis, indem es Wissen und Glauben, Religion und Philosophie miteinander verbindet und den Zusammenhang des Ich mit dem Unendlichen fühlbar macht. Die Seele spannte „ihre Flügel aus“, „als flöge sie nach Haus“, wie es in der Mondnacht heißt.
Mit seinem Willen, die Kluft zwischen der sublimen modernen Dichtung und der Volkspoesie zu schließen und das ganze Leben zu poetisieren, wendet sich Eichendorff gegen die Aufklärung. Er kritisiert Immanuel Kant, der einen schlechten Einfluss auf die deutsche Dichtung gehabt und die Religion in abstrakte Moral und „Tugend-Stoizismus“ verwandelt habe.
Sujets wie die fernen, verwunschenen Schlösser in der Höhe, die schönen Gärten, weiten Täler und immer wieder „rauschenden Wälder“ scheinen der Welt des aufkommenden Industriezeitalters zu widersprechen.
Während Johann Wolfgang von Goethe, der die Romantik äußerst kritisch beurteilte, sich der Naturwissenschaft zuwandte und den neuen technischen Entwicklungen gegenüber öffnete (sie etwa im zweiten Teil des Faust mit dem „artig Männlein“, das sich in der Phiole „gebärdet“, thematisierte), verschloss sich Eichendorff und blickte träumend zurück in die „gute alte Zeit“.
Sein Lebensgefühl speiste sich nicht aus der neuen Welt, die Goethe bejahte, sondern aus einer vergangenen Wirklichkeit.
Helmut Koopmann glaubt in den wiederkehrenden Formeln einen weiteren Hintergrund zu erkennen: Eichendorff habe die bedrohte Gegenwart als zeitlos darzustellen versucht, um so die alte Zeit wieder aufleben zu lassen und die versunkene Welt erneut zu gründen. Ein Grund dafür mögen seine verlorene Kindheit und Fremdheitserfahrungen gewesen sein, die ihn dazu veranlassten, mit seiner Dichtung die Zeit gegen den Verfall zu sichern. Die Welt veränderte sich, während die Zeit in seiner Lyrik gleichsam stillsteht.
Als Unzeitgemäßer war er dem Gegenwärtigen entfremdet, wie er es in seinem Gedicht Umkehr schilderte und vom ausgestoßenen, flüchtigen und ungeschickten Gast der Welt sprach. Für ihn ist das Wesen der Dichtung, wie in der Geschichte der poetischen Literatur  beschrieben, die lyrische Darstellung des Ewigen, das einzig der Poet durch das treffende Wort aufzeigen kann, ein Zauberwort, das die Welt aus ihrem Traumzustand erweckt.
Lyrische Sprache befreit das „schlafende Lied“, das im Dämmerzustand verborgen ist, wie es in der Wünschelrute angedeutet wird („Schläft ein Lied in allen Dingen“).
Die Wünschelrute wird so zur Metapher für die Poesie schlechthin. Der Poet, der sie zu führen versteht, hat die Macht, das Ewig-Geheimnisvolle zu erwecken.
Für Hartwig Schultz ging Eichendorff mit seiner Mondnacht indirekt auf die romantische Geschichtsphilosophie ein. Das in allen Dingen schlafende Lied sei vor langer Zeit zu hören gewesen, seit der Reformation und Aufklärung aber verstummt. Nun hätten Schelling und Novalis, „die Schlegel und Tieck ihr Tagwerk“ begonnen, wodurch der Zugang zu den Ursprüngen wieder möglich werde.

## Erinnerung
Ein Großteil seiner Lyrik, deren Bilder nach revolutionären Umwälzungen geschichtlich bereits gefährdet und „fragwürdig“ schienen, ist wesentlich Erinnerungsdichtung. Heimweh und Erinnerung sind die gleichsam musikalischen Elemente seiner Formelsprache, welche die Motive schmerzhafter Trennung und glücklichen Wiederfindens begleiten. Häufig erklingt das Zauberlied von der Vergangenheit, die im Gedicht beschworen wird, um sich, im wohligen Gefühl der Geborgenheit, an die Liebe und die vertraute Umgebung zu erinnern.
Der Versuch, ästhetisch wiederzugewinnen, was in der Realität verloren ging, ist ebenso augenfällig wie die stets gefühlte Trennungserfahrung des Menschen von der Natur. Die in der Wirklichkeit verlorenen Güter der Familie sind ein Teil des biographischen Hintergrundes, aus dem diese Sprache kommt.
Der Blick geht zurück in die Kindheit, streift die verlorene Heimat und Landschaft, die frühere, in der Zeit versunkene Geselligkeit. Indem das erinnernde Schauen das Bewusstsein für das Vergangene schärft und die Gegenwart zurückdrängt, kann sich Eichendorff gewisser Wertungen nicht entschlagen. Es gilt nicht, das Frühere zu überwinden, sondern es zu besingen. Es ist meist das Bessere, das schon gelebte Leben ist in der dichterischen Vergegenwärtigung intensiver als das jetzige Dasein.
So halten die Gedichte den Abglanz des für immer Verlorenen fest, das umso mächtiger wird, je tiefer es im Meer der Zeit versunken ist.

## Entwicklung und Einflüsse

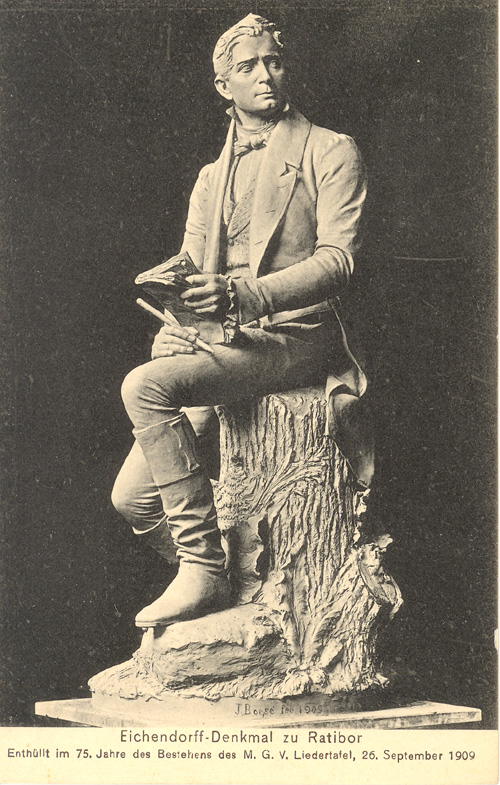
Eichendorff-Denkmal in Ratibor

Die Jugendlyrik Eichendorffs orientiert sich am Balladenton Gottfried August Bürgers. Auch später noch war er ein geschätzter Gelegenheitsdichter, der für literarisch-gesellige Vereine oder Liedertafeln Verse schrieb.
Eine Reihe von Gedichten stammt aus seiner Zeit am Matthias-Gymnasium in Breslau. Als Student in Heidelberg schrieb er Verse, die 1808 in der Zeitschrift für Wissenschaft und Kunst veröffentlicht oder – nach einer Überarbeitung – in seine 1837 erschienene Gedichtsammlung aufgenommen wurden.
Schwärmerischen Gefühlen für Madame Hahmann ist etwa das kunstvolle Gedicht Beim Erwachen zu verdanken. Der junge Eichendorff wies in einer Notiz auf die besondere Stimmung hin, die ihn 1807 veranlasste, der zehn Jahre älteren Dame, Gattin eines Ratiborer Justitiars, die Zeilen zu schreiben. Es gebe Worte, „die plötzlich wie ein Blitzstrahl, ein Blumenland in meinem Innersten auftun …“

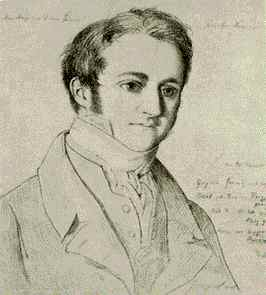
Otto von Loeben

Der Einfluss Otto von Loebens, der einen Kreis von Romantikern um sich versammelt hatte, war für Eichendorff wichtig, da er sich intensiv mit ihm austauschen konnte und von ihm gefördert wurde. Loeben unterstützte Verbindungen mit anderen Dichtern und stellte Ludwig Tieck 1808 einige Verse Eichendorffs vor, die in einem Almanach herausgebracht werden sollten.
Eine andere Quelle Eichendorffs war die Lyrik, die Clemens Brentano und Achim von Arnim während dieser Zeit unter dem Titel Des Knaben Wunderhorn zusammenstellten. Es handelte sich um bearbeitete Kunstlieder, die man für echte Volkslieder hielt. An ihren Tonfall knüpfte Eichendorff an. Die Balladen, Romanzen und verbanden ihn mit Quellen, die für ihn göttlichen Ursprungs waren und modischen Entwicklungen enthoben schienen.
Eigentliches Vorbild Eichendorffs war Goethe, was angesichts der Unterschiede verwundern mag. Während das Idol sich beständig wandelte und stilistisch entwickelte, erscheint Eichendorffs Lyrik begrenzt. Häufig wird eingewandt, dass Eichendorff seinen früh gefundenen Stil allenfalls perfektioniert, nicht aber weiterentwickelt und überwunden habe. Betrachtet man die immer wieder vorkommenden Bilder und Themen, die in bisweilen volkstümlicher Schlichtheit vorgestellt werden, scheint der Vorwurf, sich als Lyriker nicht entwickelt zu haben, zunächst verständlich.
Der Einwand wird relativiert, wenn die andere Ebene seiner Lyrik – wie der Lyrik insgesamt – ins Spiel gebracht wird: die Erinnerung, verweisen doch gerade die wiederkehrenden Formeln auf Mnemosyne, die ebenfalls oft besungen wurde, jenen Wunsch, das Alte ins Bewusstsein zu rufen, zu retten aus dem Fluss des Vergessens. 
Die Bilder durchziehen zudem das erzählerische Werk, in dem sich zahlreiche Gedichte finden. Der erste, eigenständige Gedichtband von 1837 versammelte selbständige Werke wie solche, die in das epische Werk der Erzählungen und Romane – wie des Taugenichts oder Ahnung und Gegenwart – eingeflochten waren. Untersucht man diese Verse in bestimmten Bedeutungszusammenhängen, lassen sich bei ihnen unterschiedliche Bedeutungsnuancen nachweisen.
Die wiederkehrenden Formeln können zudem nicht losgelöst von Eichendorffs politisch-religiösem Hintergrund betrachtet werden, können als lyrischer Ausdruck eines Gläubigen interpretiert werden, der mit seinem zweiten Roman nach dem Sinn eines poetischen und religiösen Lebens suchte und der Pressefreiheit kritisch gegenüberstand. Die Freiheitsforderungen der Liberalen würden der ersehnten romantischen Freiheit widersprechen, die einzig in der noch zu entdeckenden goldenen Zeit gefunden werden könne.

## Zentrale Motive und ihre Verarbeitung
Es lassen sich einige zentrale Motive seiner Lyrik nennen, zu denen etwa die Nacht und der Wald, Sehnsucht und Eros, Heimat, Fremde, Einsamkeit und Abschied gehören. Diese immer wiederkehrenden Elemente sind indes nicht eindeutig festgelegt und öffnen sich unterschiedlichen, bisweilen gegensätzlichen poetischen Ausdeutungen, was der Lyrik ihre Spannung gibt und sie der Trivialität enthebt. Die poetisch wahrgenommenen Widersprüche der Gegenwart können so in jeweils unterschiedlicher Form sinnlich werden.

### Nacht

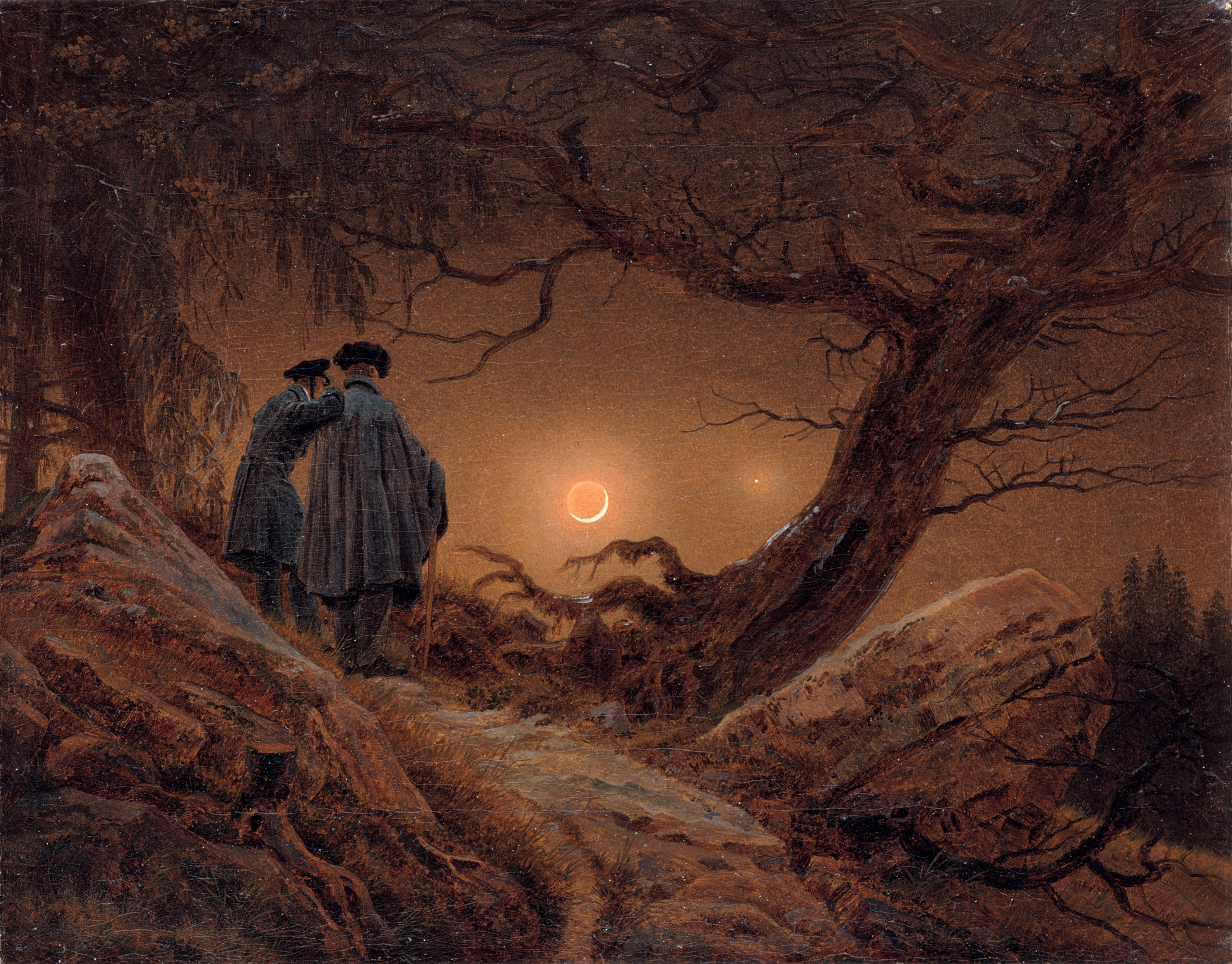
Zwei Männer in Betrachtung des Mondes, Gemälde von Caspar David Friedrich

Die Nacht ist für ihn nicht mehr – wie noch bei dem Frühromantiker Novalis, den er schätzte – das Traumreich, das für das eigentliche Leben und ein besonderes, vertieftes Dasein steht (Hymnen an die Nacht), sondern die Zeit melancholischer Erkenntnis über den Verlust, der einsam macht, aber auch Momente tiefer Liebesgefühle zulässt wie in der Verschwiegenen Liebe, einem Werk, in dem die Nacht „schön“ und „verschwiegen“ ist. So lässt sich auch an diesem zentralen Motiv der Romantik eine ambivalente Deutung zeigen.
Im wohl berühmtesten Gedicht Eichendorffs, der Mondnacht, entfaltet sich die Stunde der Versöhnung und erinnert an die romantische Einheit aller Wesen. Es handelt sich um einen erfüllten Moment des Ausgleichs von Himmel und Erde; die Grenzen zwischen Diesseits und Jenseits werden überwunden, ohne dass es zu einer (falschen) mystischen Einheit käme, wie das Wort „als“ und die Konjunktive andeuten: Als „hätt'“ der Himmel die Erde still geküsst, als „flöge“ die Seele nach Hause. So bleibt das Bewusstsein der Zerrissenheit ebenso gegenwärtig wie der Wunsch des Dichters, die Gegensätze beschwörend aufzuheben. Ein tieferer Blick auf die Mondnacht mit dem Himmel, der die Erde küsst, und dem Seelenvogel, der in die Heimat fliegt, zeigt zudem einen mythologischen Hintergrund mit heidnischer Tradition.
Während sich das Himmelsbild in alten Schöpfungsmythen finden lässt, offenbart der „Blütenschimmer“ den alljährlichen Auferstehungsglauben des Frühlings und die Hoffnung, den Tod zu überwinden.
Eine andere Deutung der Nacht als Medium des Grauens und des Unheimlichen zeigt das Gedicht Zwielicht mit all den Widersprüchen und Ängsten des verstörten Bewusstseins, den Stimmungsbildern und der bis ins Pathologische gehenden Angst vor dem Verlust des geliebten Menschen, wenn es auch am Ende des Werks zu einer seltsam munteren, religiös fundierten Aufforderung kommt, getrost in die Zukunft zu blicken.

### Einsamkeit
Der ständige Rückblick schärft den Geist nicht nur für das vor langer Zeit Verlassene, sondern macht seine Verse zur Einsamkeitslyrik. Es sind nicht mehrere Menschen, die sich erinnern, sondern ein einsames Ich, das aus einer schöneren Zeit herausgefallen ist wie ein junger Vogel aus dem Nest. So kommen die Erinnerungen nicht am Tage, sondern nachts in melancholischer Einsamkeit.

### Deutscher Wald

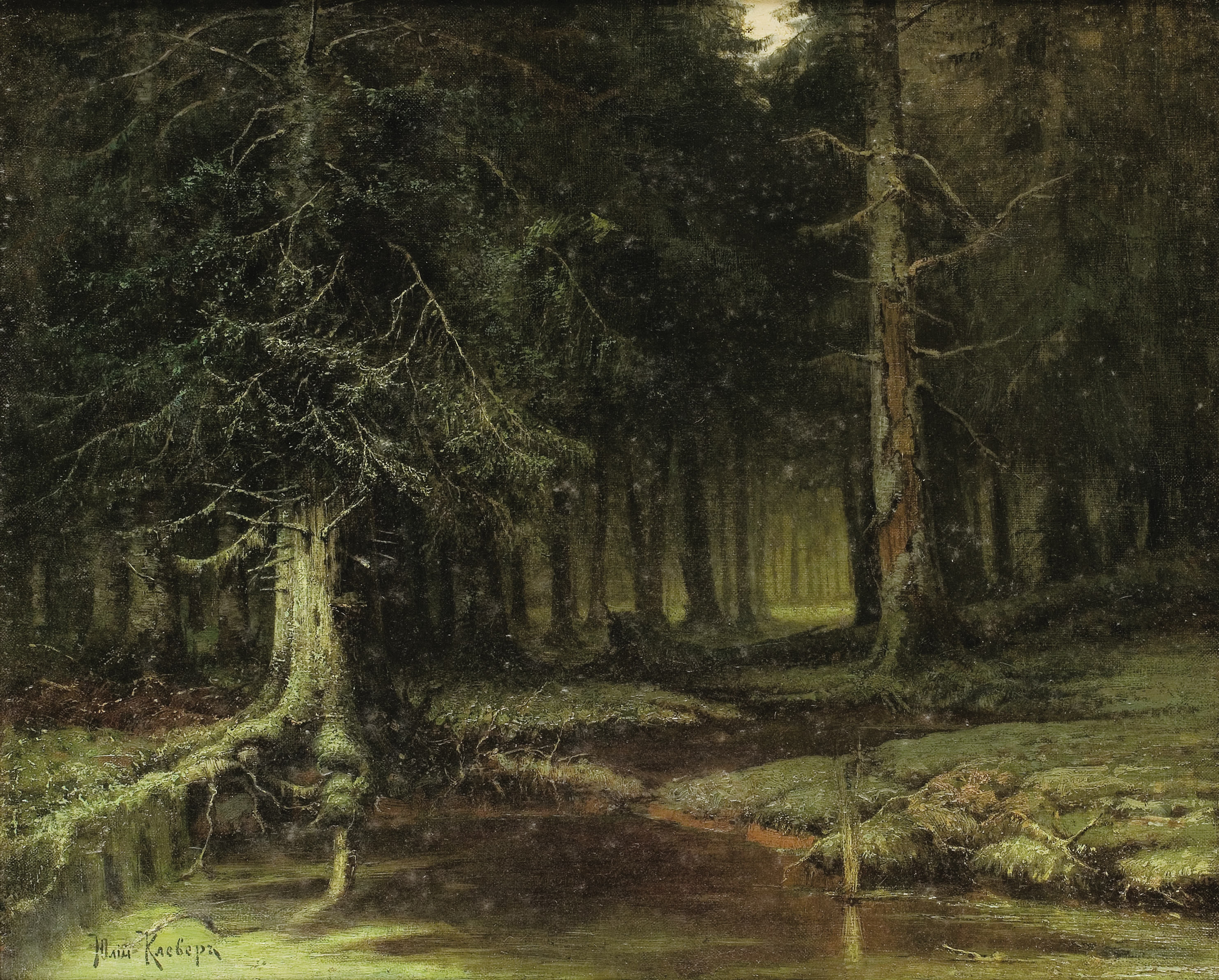
Wald während der Dämmerung,Gemälde von Julius von Klever

Der deutsche Wald erscheint – über seine schlichte Symbolfunktion hinaus – als sprechende Landschaft und breite Projektionsfläche. Er ist Ort der Erinnerung, Verklärung und mystischen Einheitssuche, in dessen dunklen Tiefen und „Waldeinsamkeit“ es auch zu erotischen Versuchungen kommen kann. Als lyrisches Element taucht er – wie die rauschenden Bäume – in fast erstarrter Regelmäßigkeit magischer Formeln immer wieder als das numinose „ganz Andere“ auf.
Auch diesem Motiv schreibt Eichendorff unterschiedliche Bedeutungen zu. Der Wald kann zunächst als idealisiert-urwüchsige Gegenwelt zur Stadt, dem Modell der Zivilisation, betrachtet werden, ein Freiraum, in dem sich Menschen von den Zwängen der Gesellschaft lösen wollen. Auf der anderen Seite ist er Ursprung des Mythischen, in dem Pan und Waldgeister ihr Unwesen treiben, Irrlichter und andere verführerische Wesen. Mit seinen Schatten und Dunkelheiten, dem Unheimlichen und Unbekannten, das in ihm lauert und Angst gebiert, verwandelt er sich in das Gebiet des Grauens und der peinlich verdrängten erotischen Triebe. In seiner Romanze Waldgespräch etwa spielt die verführerische Zauberin Lorelei eine besondere Rolle, die Clemens Brentano (und später Heinrich Heine) in seiner Ballade Lore Lay vorstellt.

## Rezeption bei Adorno

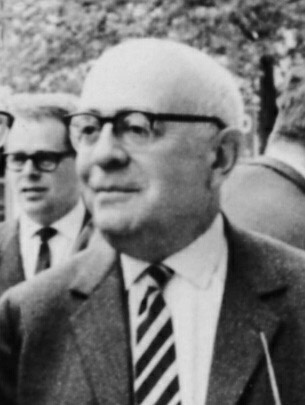
Theodor W. Adorno (1964)

Mit Eichendorff wählte Theodor W. Adorno, bedeutendster Vertreter der Kritischen Theorie und Frankfurter Schule, neben Stefan George und Rudolf Borchardt einen weiteren Dichter, der im Konservatismus verortet wird.
Für ihn war Eichendorff „kein Dichter der Heimat, sondern des Heimwehs im Sinne des Novalis, dem er nahe sich wußte.“ In seinem Essay Zum Gedächtnis Eichendorffs weist er auf den affirmativen Tonfall hin, der dem Dunklen entrungen sei, und spricht von einem „Entschluß zur Munterkeit“, der sich mit seltsam paradoxer Gewalt am Ende des Werkes bekunde. Seine Selbstentäußerung trenne ihn von Dichtern der gegenständlichen Anschauung und „sinnlichdichten Erfahrung“ wie etwa Goethe und Eduard Mörike.
Nach Ansicht Adornos ermöglichte gerade Eichendorffs Festhalten am Vorbürgerlichen und Überkommenen einen kritischen Blick auf bürgerliche Verhältnisse. Indem Eichendorff sich vom Liberalismus distanzierte, gewann seine Lyrik für ihn ihre utopische Dimension. Um zu verhindern, dass der Dichter von „Kulturkonservativen“ und Katholiken vereinnahmt werde, bedürfe es einer dialektischen Lektüre gegen den Strich. Zunächst müsse man sich aber eingestehen, dass der „Ton des Affirmativen, der Verherrlichung des Daseins“, der zu bestimmten Lesebüchern geführt habe, nicht verleugnet werden könne. Man könne aber andere Ebenen seiner Lyrik der idyllisierenden Lesart entziehen. Adorno weist auf den Versuch hin, Eichendorff als „Kronzeugen einer positiven Religiosität“ und in „landsmannschaftlichem Geiste, einer Art Stammespoetik Nadlerschen Schlages“ zu nutzen. Derlei Bestrebungen liefen darauf hinaus, ihn im patriotischen Sinne „gewissermaßen rück(zu)siedeln“, was mit seinem „restaurative(n) Universalismus“ nicht zu vereinbaren wäre.
Es sei das „Gegenteil sturer Apologie“, ihn vor Freunden und Gegnern zu retten. Allerdings gebe es ein Element seiner Lyrik, das „dem Männergesangverein überantwortet ward … nicht immun gegen sein Schicksal“ war und „es vielfach herbeigezogen“ habe. Für Adorno klingen einige seiner Verse indes „wie Zitate beim ersten Mal, memoriert nach dem Lesebuch Gottes.“
Konzentriere man sich auf die Funktion der Sprache, schlage der Konservatismus in die Moderne um. Die Verneinung des Herrschaftlichen, zumal über die eigene Seele, sei progressiv. Seine Dichtung lasse sich vertrauensvoll treiben „vom Strom der Sprache und ohne Angst, in ihm zu versinken.“
Auf diese Weise wird Sprache zur zweiten Natur, die den Dingen der Welt nicht reglementierend und instrumentell begegnet, sondern gerade die „verdinglichte Welt“ erneut mit Leben erfüllen und beseelen will und auf diese Weise den Ausweg aus der Dialektik der Aufklärung weist.

## Vereinnahmung
Dass sich Eichendorffs Verse gegen die pompöse Bildungsattitüde sträuben, erhellt daraus, dass sie, trotz zahlreicher Vertonungen, nicht in den deutschen Zitatenschatz eingegangen sind.
Wie Adorno hervorhob, widersetzte sich seine Lyrik der Tendenz bestimmter Interpretationskreise, die Brüche der Wirklichkeit zu beschönigen und die Vergangenheit verklärend zu besingen.
Es konnte indes nicht ausbleiben, dass zahlreiche Gedichte wegen ihres häufigen Heimat-Bezuges während der Zeit des Nationalsozialismus ideologisch vereinnahmt und für didaktische Zwecke missbraucht wurden, ein Schicksal, das Eichendorff mit anderen Dichtern wie Detlev von Liliencron und Theodor Storm teilt.
Die Schönheit der von ihm besungenen deutschen Landschaften trug hierzu ebenso bei wie etwa das Thema der Treue, das er in eingängig-schlichter Weise im Lied vom zerbrochenen Ringlein In einem kühlen Grunde aufgriff. Dem nationalsozialistischen Erziehungsideal kamen diese Verse entgegen. Sie wurden vom biographisch-existentiellen Hintergrund losgelöst und instrumentalisiert, um so bestimmte Charaktereigenschaften innerhalb der Blut-und-Boden-Ideologie zu fördern.
Um dem Werk, in dem die verheerenden Auswirkungen des Treuebruchs auf das zerstörte, todessehnsüchtige Ich eine Rolle spielen, seinen Individualcharakter zu nehmen, wurde es in einen propagandistischen Kontext gesetzt, in dem einzig die nationalsozialistisch gewünschte Lesart möglich schien. Hierzu kombinierte man sie mit banal-verherrlichenden Texten von Heinrich Anacker, in denen sich die Treue auf Adolf Hitler bezog.

## Vertonungen

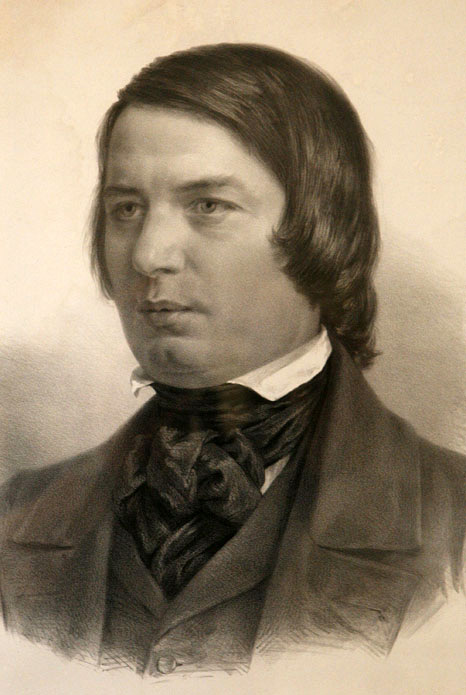
Robert Schumann, Zeichnung von Adolph Menzel

Während sich die Lyrik Friedrich Hölderlins – trotz einiger herausragender Werke von Johannes Brahms, im 20. Jahrhundert auch von Carl Orff, Benjamin Britten, Hans Werner Henze und Wolfgang Rihm – wegen ihres hohen religiös-philosophischen Anspruchs im Grunde nur schwer musikalisch „vertiefen“ lässt, ja sie selbst schon als dunkle Sprachmusik erscheint („abstrakt strömend“ wie bei Hegel), wirken die Gedichte Eichendorffs mit ihrer scheinbaren Naivität und volkstümlichen Zugänglichkeit wie Vorlagen oder Einladungen, denen der Komponist nur irgendwie zu folgen braucht, um sein eigenes „Zauberlied“ zu entdecken.
So sind seine Gedichte vielfach in ganz unterschiedlicher Besetzung und Instrumentation vertont und dadurch verbreitet worden. Zahlreiche (oft aufgesetzt fröhliche) Vertonungen von Gedichten wie dem Frohen Wandersmann („Wem Gott will rechte Gunst erweisen …“), Abschied („O Täler weit, o Höhen“) von Felix Mendelssohn Bartholdy oder dem Lied („In einem kühlen Grunde“) erhöhten die Popularität Eichendorffs schon im 19. Jahrhundert und führten dazu, dass die Verse als Volkslieder in das deutsche Liedgut übergingen.
Bezieht man alle Vokalgattungen mit ein, kommt man auf über 5000 Vertonungen allein aus den letzten zwei Dritteln des 19. Jahrhunderts. Unter ihnen ragen die Lieder von Felix Mendelssohn Bartholdy, der Zyklus von Robert Schumann und die sechs geistlichen Lieder für gemischten Chor sowie Einzellieder (etwa das mit seiner Wagnerschen Harmonik eindrucksvolle Verschwiegene Liebe) von Hugo Wolf besonders hervor.
Dass Eichendorff auch im 20. Jahrhundert noch einmal einen Komponisten anregen konnte, zeigen verschiedene Liederzyklen von Othmar Schoeck (z. B. Elegie) sowie das letzte der vier letzten Lieder von Richard Strauss, der Abgesang auf die Spätromantik. Als sein Blick 1946 auf das Gedicht Im Abendrot („Wir sind durch Not und Freude / Gegangen Hand in Hand“) fiel, fühlte er sich jäh angesprochen und an die Liebe zu seiner Frau erinnert. So gehört diese Vertonung neben den drei anderen Liedern nach Hermann Hesse zu den bedeutendsten Werken der „unzeitgemäßen“, nach dem Zweiten Weltkrieg „unmöglich“ scheinenden Musik der Romantik.

## Illustrationen
- Illustrationen von Eichendorffs Gedichten von Hans Looschen